# Akira Suzuki
Akira Suzuki (japonsky 鈴木 章 Suzuki Akira, * 12. září 1930 ve Mukawa, Hokkaidó)
je japonský chemik a držitel Nobelovy ceny za chemii (2010), který publikoval Suzukiho reakci, organickou reakci aryl- nebo vinyl-boronové kyseliny s aryl- nebo vinyl-halidem katalyzovanou komplexem palladia(0).

## Ocenění
- 1986 Weissberger-Williams Lectureship Award
- 1987 Cena Korejské chemické společnosti
- 1989 Cena Japonské chemické společnosti
- 1995 DowElanco Lectureship Award
- 2000 The H. C. Brown Lecture Award
- 2003 Cena Japonské akademie
- 2010 Nobelova cena za chemii
- 2010 Osoba s kulturními zásluhami, Japonský řád kultury